# 로널드 콜먼
로널드 콜먼(Ronald Colman, 1891년 2월 9일 ~ 1958년 5월 19일)은 잉글랜드의 배우이다.

## 출연 작품
- 80일간의 세계일주 (1956)
- 레이트 조지 애플리 (1947)
- 이중 생활 (1947)
- 키스밋(영어판) (1944)
- 사랑의 별장 (1942)
- 마음의 행로 (1942)
- 마이 라이프 위드 캐롤라인 (1941)
- 럭키 파트너 (1940)
- 내가 왕이라면 (1938)
- 잃어버린 지평선 (1937)
- 젠다성의 포로 (1937)
- 두 시민 이야기 (1935)
- 시나라 (1932)
- 애로우스미스 (1931)
- 라플스 (1930)
- 컨뎀드 (1929)
- 불독 드럼몬도 (1929)
- 키키 (1926)
- 바바라 워스의 승리 (1926)
- 스텔라 달라스 (1925)
- 원더미어 부인의 부채 (1925)
- 로몰라 (1924)
- 토일러스 (1919)